# Fred van der Wal
Frederik Willem (Fred) van der Wal (Renkum, 30 oktober 1942) is een Nederlandse realistische grafisch kunstenaar die vooral bekendheid geniet om zijn potloodtekeningen. Daarnaast fotografeert, lithografeert en aquarelleert hij.

## Leven
Tijdens de oorlog vluchtte de jonge Van der Wal met zijn ouders van Renkum naar Amsterdam. Zijn opleiding aan de DaCosta-kweekschool te Bloemendaal brak hij af om zijn ambitie als kunstenaar waar te maken. Na een betrekking bij een antiquariaat was hij van 1967 tot 1973 en van 1977 tot 1978 vaste exposant van Galerie Mokum. Tussen 1968 en 1973 was hij opgenomen in de Beeldende Kunstenaars Regeling, en werkte hij in verschillende ateliers in Amsterdam en Haarlem. Sinds 1972 is hij lid van Arti et Amicitiae te Amsterdam, sinds 1974 van Pulchri Studio te Den Haag en sinds 2007 van de Nederlandse Kring van Tekenaars. In 1985 richtte hij "beroepsvereniging beeldend kunstenaars in Noord-Nederland Fria" op.
In 2002 emigreerde hij naar Frankrijk, maar in 2009 keerde hij terug en sindsdien woont hij weer in Nederland. Hij was in Frankrijk van 2004 tot 2014 lid van Le Groupe te Nevers.